# 仁平典宏
仁平 典宏（にへい のりひろ、1975年 - ）は、日本の社会学者。専攻は社会学。東京大学大学院教育学研究科比較教育社会学講座教授。

## 略歴

### 学歴
- 1994年3月 茨城県立土浦第一高等学校卒業
- 1998年3月 東京大学 教育学部卒
- 2000年3月 東京大学大学院教育学研究科 修士課程修了
- 2004年3月 東京大学大学院教育学研究科 博士課程修了
- 2008年3月 東京大学大学院教育学研究科より教育学博士を取得。論文題目は『「ボランティア」の意味論の変容過程と機能に関する社会学的研究 :福祉国家の形成/再編及びネオリベラリズムとの関係に着目して』

### 経歴
- 2004年4月～2007年3月 東京大学大学院人文社会系研究科特任研究員
- 2007年3月～2009年3月 日本学術振興会特別研究員（PD）
- 2008年9月～2009年3月 University of Oxford, Nissan Institute of Japanese Studies, Visiting Scholar
- 2009年4月～2014年3月 法政大学社会学部 社会政策科学科専任講師、准教授（2011年4月～2013年3月 多摩キャンパスボランティアセンター長を兼任）
- 2014年4月～2021年9月 東京大学大学院教育学研究科比較教育社会学講座准教授
- 2021年10月～ 東京大学大学院教育学研究科比較教育社会学講座教授

## 著書
- 『「ボランティア」の誕生と終焉―〈贈与のパラドックス〉の知識社会学』名古屋大学出版会, 2011.2

### 共編著
- 『若者と貧困 いま、ここからの希望を』(若者の希望と社会 3) 湯浅誠,冨樫匡孝,上間陽子共編著. 明石書店, 2009.8
- 『労働再審〈5〉ケア・協働・アンペイドワーク―揺らぐ労働の輪郭 』山下順子共編. 大月書店, 2011.12
- 『平成史【完全版】』小熊英二編著, 井手英策,貴戸理恵,菅原琢,中澤秀雄,濱野智史,韓東賢共著. 河出ブックス, 2019.5
- 『教育学年報11―教育研究の新章 (ニュー・チャプター) 』下司晶,丸山英樹,青木栄一,濱中淳子,石井英真,岩下誠共編. 世織書房, 2019.8
- 『教育学年報12―国家』下司晶,丸山英樹,青木栄一,濱中淳子,石井英真共編. 世織書房, 2021.8
- 『教育学年報13―情報技術・AIと教育』下司晶,丸山英樹,青木栄一,濱中淳子,石井英真共編. 世織書房, 2022.8
- 他多数

## 受賞歴
- 2006年 第5回日本社会学会奨励賞 論文の部
- 2012年 第13回損保ジャパン記念財団賞
- 2012年 第11回日本社会学会奨励賞 著書の部
- 2017年 第16回日本NPO学会林雄二郎賞（共著）
- 2021年 日本不動産学会2020年度著作賞学術部門（共著）
- 2021年 2021年度都市住宅学会賞著作賞（共著）